# Bematistes consanguinea
Bematistes consanguinea is een vlinder uit de familie van de Nymphalidae. De wetenschappelijke naam van de soort is voor het eerst gepubliceerd in 1893 door Per Olof Christopher Aurivillius.

## Verspreiding
De soort komt voor in de bossen van Zuid-Benin, Nigeria, Kameroen, Gabon, Congo-Brazzaville, Congo-Kinshasa, Oeganda, Tanzania, Angola en Zambia.

## Waardplanten
De rups leeft op Barteria fistulosa Mast. en Barteria nigritana Hook.f. (Passifloraceae).

## Ondersoorten
- Bematistes consanguinea consanguinea (Aurivillius, 1893)
- Bematistes consanguinea albicolor (Karsch, 1895) (Oeganda, Tanzania)
  - = Planema albicolor Karsch, 1895
  - = Acraea consanguinea albicolor (Karsch, 1895)
  - = Planema arenaria Sharpe, 1902